# یاروسلاف کوربلا
یاروسلاف کوربلا (چکی: Jaroslav Korbela؛ زادهٔ ۲۰ مهٔ ۱۹۵۷) بازیکن هاکی روی یخ اهل چکسلواکی بود.